# Quehué
Quehué är en ort i Argentina.   Den ligger i provinsen La Pampa, i den centrala delen av landet, 600 km väster om huvudstaden Buenos Aires. Quehué ligger 262 meter över havet och antalet invånare är 780.
Terrängen runt Quehué är platt. Trakten runt Quehué är nära nog obefolkad, med mindre än två invånare per kvadratkilometer..
Omgivningarna runt Quehué är i huvudsak ett öppet busklandskap.